# Michel Fingesten
Michel Fingesten, eigentlich Michael Finkelstein (geboren 18. April 1884 in Butschkowitz, Österreichisch-Schlesien; gestorben 8. Oktober 1943 in Cerisano, Kalabrien) war Maler und Graphiker. Fingesten war einer der produktivsten Graphiker von Exlibris des 20. Jahrhunderts.

## Leben

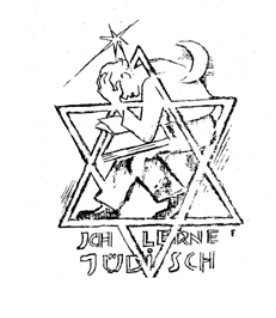
Ich lerne Jüdisch (1936)

Fingesten wurde als Sohn des Webers Leon Finkelstein, eines Österreichers jüdischer Abstammung, und von Franziska Lion, einer aus Triest, das damals unter österreichischer Herrschaft stand, stammenden Jüdin geboren.
Im Alter von 16 Jahren begann er ein Studium an der Kunstakademie in Wien, an der zur gleichen Zeit Oskar Kokoschka studierte. Von 1902 bis 1906 unternahm er eine Reise nach Amerika, von dort nach Australien. 1907 kehrte er nach Europa, d. h. nach Palermo zurück. Von Palermo aus durchquerte er die gesamte Italienische Halbinsel und reiste über Triest nach Deutschland.
Fingesten hielt sich dann vorübergehend in München auf, wo er in Franz von Stucks Atelier Studien unternahm. Er beschäftigte sich in dieser Zeit vor allem mit kleinformatigen Grafiken und mit dem Zeichnen von Karikaturen. Anschließend ging er nach Berlin. Ab 1913 konzentrierte er sich auf die Technik der Radierung. Im Dezember 1914 heiratete er die Einkäuferin Bianka, geb. Schick. Die Ehe wurde 1932 geschieden. 1916 wurde sein Sohn, der Bildhauer Peter Fingesten (1916–1987), geboren. 1922 war er mit den Kulissen der Stummfilme Die Schuhe einer schönen Frau und Don Juan der Vera-Filmwerke beschäftigt. Da sein Geburtsort bei Kriegsende an Polen fiel, ist unklar, ob und welche Staatsangehörigkeit, wenn nicht die polnische, Fingesten fortan hatte.
1935 kehrte er nach Italien zurück, um seine Familie in Triest zu besuchen. Wegen der zunehmend sich verschärfenden Rassenpolitik der Nationalsozialisten blieb er in Italien und ließ sich in Mailand nieder. In dieser Zeit stach er rund 500 Exlibris, u. a. 1936 für d’Annunzio. 1937 wurden in der Aktion „Entartete Kunst“ in Deutschland Arbeiten Fingestens beschlagnahmt. Am 9. Oktober 1940 wurde er verhaftet und als Ausländer in den Lagern von Civitella del Tronto und Ferramonti di Tarsia bei Cosenza interniert. Er wurde von den Faschisten wegen seiner Entarteten Kunst (arte degenerata) angeklagt. Fingesten konnte erst nach der Befreiung Süditaliens durch die Alliierten das Lager verlassen.
Nach seiner Befreiung aus dem Konzentrationslager lernte er den Pfarrer von Bisignano, Don Giuseppe Savaglia kennen, der ihn beauftragte, das Bild nach einem santino, einem kleinen Heiligenfigürchen zu malen. Fingesten stellte das Bild innerhalb einer Woche fertig. Dieses Bild ist nicht nur von Bedeutung, weil es die letzte Arbeit des Malers war, sondern weil er am Ende seines Lebens wieder zur Malerei zurückkehrte, die er zu Gunsten seiner Exlibris seit Jahren aufgegeben hatte.
Fingesten starb am 8. Oktober 1943 an einer Infektion in der Folge eines chirurgischen Eingriffs.

## 1937 in der Aktion „Entartete Kunst“ beschlagnahmte Werke Fingestens
- Selbstbildnis (Aquarell; Stadtbesitz von Berlin)

- Die Trinker (Radierung, 1919; Kunsthütte Chemnitz)[4]

- In der Kaschemme (Radierung; Museum der bildenden Künste Leipzig)

- Das bibliophile Eselein (Radierung; Staatliche Graphische Sammlung München)